# Universidade Renmin da China
A Universidade Renmin da China, geralmente chamada de RUC (chinês: 世界一流大学和一流学科建设), ou coloquialmente Renda (chinês: 双一流, pinyin: shuāngyīliú), é uma universidade de pesquisa localizada no distrito de Haidian de Pequim, na China. A RUC é classificada como uma universidade de Classe A de acordo com o Plano Universitário Duplo de Primeira Classe e é geralmente considerada uma das principais universidades do país. Também é financiada pelo Projeto 985 e pelo Projeto 211. A RUC tem direito a vinte e cinco disciplinas-chave nacionais, número cinco da China, treze bases nacionais de pesquisa em ciências humanas e sociais, número um da China e seis instituições nacionais de ensino e pesquisa bases de pesquisa de disciplinas de artes fundamentais, ocupa o primeiro lugar na China.